# イッリンツィー (ヴィーンヌィツャ州)
イッリンツィー（ウクライナ語: Іллінці）はウクライナのヴィーンヌィツャ州イッリンツィー地区にある都市。ソーブ川、ソボク川、ヴヤゾヴィーツャ川の河岸に位置する。都市の高さは海抜212mである。面積は10.87km²、人口は11,095人 (2022年1月1日)。
イッリンツィーは1440年に創建された。1757年に自治権を獲得した。1986年に市制施行された。
市内ではルィポヴェーツィ駅がある。首都キエフまでの直線距離は174kmであるが、車道で212kmとなっている。州庁所在地までの直線距離は57km、車道で65kmとなっている。イッリンツィーの日は、10月の最初の日曜日となっている。